# Barcheta
La barcheta è un'imbarcazione tipica della laguna di Venezia adibita al trasporto delle persone.
Si tratta di una variante della gondola, priva dei tradizionali ferro da prua e ferro da poppa, e caratterizzata da una larghezza maggiore. Viene spinta tipicamente da due rematori, con posizione di voga alla veneta e può trasportare fino a quattordici passeggeri.
Viene utilizzata nell'ambito cittadino come mezzo di traghetto tra le sponde opposte del Canal Grande e tra la Punta della Dogana e San Marco.